# Râul Ținta
Râul Ținta este un curs de apă, unul din cele două brațe care formează Râul Alba.